# Сярска афера
Сярската афера (изписване до 1945 година: Сѣрска афера) от есента на 1905 година е провал в организационната мрежа на Вътрешната македоно-одринска революционна организация вследствие разкрития и арести от страна на османските власти.
Аферата започва след сражение между четата на Таската Серски при село Сякавче от 15-16 септември 1905 година с османски части и башибозук, при което загиват двама четници и е заловен архива ѝ. Разкрити са ръководителите на Серския революционен район Лазар Томов и Владимир Благоев. Докато Томов успява да се укрие, Благоев е заловен и затворен. Следват арестите и на Стоян Тилков, Иван Антонов, Атанас Саев от Сяр, Димитър Илиев и Христо Кафтанджиев от Баракли Джумая. От Сярска околия са заловени още 35 – 40 души, между които Данелата от Дутлия, К. Георгиев от Кулата, Митруш Календрали от Календра и други. Според Олга Маджарова арестувани са 64 души. Турските власти откриват документи от Пиринския конгрес на ВМОРО, след което издават специална книга по въпроса. Благоев, Антонов, Саев и няколко селяни са осъдени на 10 години затвор, но след 2 години са амнистирани.